# Sensibilidad química múltiple
La sensibilidad química múltiple (SQM), también conocida como intolerancia ambiental idiopática (IEI), es un diagnóstico controvertido y no reconocido que se caracteriza por síntomas crónicos atribuidos a la exposición a niveles bajos de sustancias químicas de uso común.Los síntomas suelen ser vagos e inespecíficos. Pueden incluir fatiga, dolores de cabeza, náuseas y mareos El estado del paciente puede mejorar cuando los supuestos agentes causantes son eliminados o se evita la exposición a ellos.
Los estudios realizados hasta la fecha sugieren un posible origen multifactorial de la SQM; en el desarrollo de la enfermedad, parecen estar implicados diversos mecanismos de toxicidad, órganos y sistemas a nivel molecular, bioquímico, fisiológico y estructural. Es muy probable que el sistema nervioso central (SNC), el sistema inmunológico y el sistema endocrino participen en la respuesta toxicológica que se observa en el desarrollo de la SQM, mediante alteraciones en los mecanismos de interregulación existentes en estos sistemas.
Actualmente, no existen estudios concluyentes que atribuyan el origen de la SQM a factores genéticos, ni tampoco se dispone de pruebas concluyentes que sitúen su origen en factores psicológicos y/o psiquiátricos. A medida que se avanza en el conocimiento de la SQM, predominan los estudios que orientan la investigación hacia un origen orgánico tóxico y disminuye el número de trabajos que hacen referencia a una causa psicopatológica.
El diagnóstico de la SQM es clínico, y se basa en la presencia de síntomas (percepciones subjetivas del paciente) y/o signos clínicos (manifestaciones objetivas, observadas en la exploración médica). Estos últimos pueden estar presentes o no y ser muy diversos, tales como eritema, ronquera, taquicardias, arritmia, descoordinación motora, trastornos del habla, etc. Los desencadenantes más comunes son los perfumes, los productos de limpieza, el gluten, el maíz, la caseína, la soja y el glutamato monosódico.
Debido a los problemas que se plantean en cuanto a la definición, diagnóstico y tratamiento de la SQM, actualmente la Organización Mundial de la Salud (OMS) no contempla a la SQM como una entidad nosológica con un código específico en la Clasificación Internacional de Enfermedades (CIE-10), y tampoco la Asociación Médica Estadounidense (AMA), la Academia Americana de Alergias e Inmunología, el Colegio Americano de Medicina y la Sociedad Internacional Reguladora de Toxicología y Farmacología.
No obstante, la Asociación Médica Estadounidense, la Asociación Americana del Pulmón, la Agencia de Protección Ambiental de Estados Unidos y Comisión para la Seguridad de los Productos de Consumo de los Estados Unidos exponen que las quejas de los pacientes referentes a la SQM no deben ser descartadas y atribuidas a un origen psicológico, sino que es esencial un examen médico minucioso.
Austria y Alemania han incluido el término sensibilidad química múltiple en su Índice Alfabético; sin embargo, el código de la CIE-10 sigue siendo el T78.4 “alergia no especificada”. Esto quiere decir que cuando se realice una búsqueda por el código 78.4, el resultado no será únicamente la SQM, sino también las alergias, reacciones de hipersensibilidad, etc., que están incluidas en dicho código. Japón ha incluido el literal de la SQM dentro del código T65.9 de la CIE-10, que se refiere a “efectos tóxicos de sustancias no específicas”.
En septiembre de 2014, el Ministerio de Salud de España codificó la enfermedad en su versión de la clasificación internacional de enfermedades CIE-9-MC (CIE-9 modificación clínica) dentro del grupo de "alergias no específicas" (código 995.3).

## Historia
El trastorno posteriormente denominado  Sensibilidad Química Múltiple fue propuesto originalmente como una enfermedad distinguible por un médico controvertido llamado Theron G. Randolph en 1950 , que había sido expulsado de la Escuela Médica de la Northwestern University por sus cuestionables enseñanzas. Randolph describió la dolencia como un desorden crónico multisistémico, caracterizado por síntomas muy diversos, supuestamente causados por una reacción del organismo a sustancias presentes en el medio ambiente y los alimentos. Las teorías de Randolph fueron desechadas por los especialistas en alergología y son criticadas como sinsentidos por los especialistas en toxicología, debido a su rechazo a la importancia de los anticuerpos IgE en alergias reales, lo cual entra en conflicto con los conocimientos actuales.
En 1965 Randolph fundó la Sociedad de Ecología Clínica como organización para promover sus ideas sobre los síntomas que presentaban sus pacientes. A partir de esta organización emergió la ecología clínica, una especialidad médica no reconocida cuyos practicantes han sido criticados por hacer creer a pacientes mentalmente enfermos y sugestionables que son químicamente sensibles.  En 1984, la Sociedad de Ecología Clínica cambió su nombre por el de Academia Americana de Medicina Ambiental, pero pronto otras sociedades tales como el Centro Nacional de Estrategias de Salud Ambiental la superaron en número de miembros.
En 1987 Mark R. Cullen, profesor estadounidense de medicina y epidemiología, acuñó por primera vez el término "Sensibilidad química múltiple" y definió siete criterios para diagnosticar este trastorno.Los criterios incluían la exposición ambiental demostrable a productos químicos o la afectación de más de un órgano.
En 1996, el IPCS (International Programme on Chemical Safety) publicó las conclusiones de un taller celebrado en Berlín en el que se recomienda por primera vez la denominación "Intolerancia ambiental idiopática" (IAI) en lugar de sensibilidad química múltiple. En las conclusiones se establece como definición de trabajo que la IAI se caracteriza por ser un trastorno adquirido con múltiples síntomas recurrentes, asociado a diversos factores ambientales y no causado por trastorno médico o psiquiátrico conocido. Además, considera de importancia fundamental determinar si los pacientes son capaces de discriminar entre agentes químicos y placebo en estudios de doble ciego, ya que la incapacidad para hacerlo sugeriría un mecanismo psicológico.
En 1999, tras una conferencia celebrada en Atlanta, Liliane Bartha y otros, establecieron seis criterios -conocidos como los criterios de Bartha o Consenso Internacional de 1999- para el diagnóstico de la sensibilidad química múltiple. Estos criterios eran: se trata de una condición crónica, los síntomas son reproducibles, en respuesta a una exposición baja, se relaciona con multitud de sustancias químicas, los síntomas mejoran cuando cesa la exposición, afecta a múltiples órganos y sistemas. Aunque estos criterios son necesarios para el diagnóstico de IAI, no son suficientes y es necesario descartar otras patologías que puedan explicarlo.
En 1999 la alergóloga, inmunóloga y médico ambientalista Claudia S. Miller desarrolló el cuestionario QEESI (acrónimo de Quick Environmental Exposure and Sensitivity Inventory) de autoevaluación como instrumento para inferir el nivel de sensibilización de los afectados por el síndrome. El cuestionario mide de 0 a 10 el grado de afectación en cuatro aspectos: gravedad de los síntomas, intolerancia a químicos, otras intolerancias e impacto vital.

### Exposición a sustancias químicas tóxicas en el desastre de Bhopal, la Guerra del Golfo y el 11S
El estudio de las consecuencias sobre la salud de ciertos eventos específicos  ha permitido a científicos y médicos de todo el mundo sugerir una explicación creíble para la aparición y rápida escalada de la SQM.
En 1984, tras el desastre de Bhopal, en el que aproximadamente medio millón de personas fue expuesto a diversas toxinas liberadas por una planta de pesticidas, muchos supervivientes desarrollaron sensibilidades y graves problemas de salud, previamente inexistentes.
Años más tarde, un importante porcentaje de personas que anteriormente trabajaban sin problemas en ambientes con exposiciones a tóxicos, a raíz la Guerra del Golfo (1990-1991) y de los atentados del 11 de septiembre de 2001 comenzaron a desarrollar problemas alérgicos, reacciones de sensibilidad y enfermedades no diagnosticadas, que no existían antes de las exposiciones. Este mismo tipo de fenómenos ha sido documentado en la literatura científica en personas previamente sanas después de la exposición aguda a productos tóxicos.
Asimismo, se ha observado una mayor susceptibilidad a desarrollar trastornos de salud relacionados con la sensibilidad, tales como el asma, en las personas expuestas habitualmente a sustancias tóxicas. Los estudios sobre los trabajadores que desarrollan su labor en ambientes con presencia de productos tóxicos han puesto de manifiesto un aumento de la prevalencia de la SQM, con diferencias significativas dentro de la misma ocupación entre los empleados expuestos a los tóxicos frente a los no expuestos.

## Epidemiología
La sensibilidad a diversos compuestos presentes en nuestra alimentación y nuestro medio ambiente se ha convertido en un fenómeno extendido. Una creciente proporción de la población general en gran parte del mundo se queja de síntomas en diferentes sistemas de órganos, previamente inexistentes, desencadenados por exposiciones a bajos niveles de un variado número de sustancias químicas y alimentos. En ocasiones, estas reacciones provocan una discapacidad crónica.
La incidencia de esta hiperreactividad a diversos factores desencadenantes químicos, que ha recibido la denominación de sensibilidad química múltiple, sigue aumentando en todos los grupos de edad, incluidos los niños, y se ha convertido en un importante problema de salud pública.
No se conoce con precisión la prevalencia de la SQM en la población general. Las cifras estimadas por algunos autores oscilan entre el 0,1 y el 5%. Se calcula que aproximadamente el 3-4% de la población americana sufre de formas graves de sensibilidad química y aproximadamente un 15-30% de formas más leves. Estudios similares en varios países europeos y Canadá también sugieren una notable y creciente prevalencia de esta enfermedad.

## Etiología
Aunque los pacientes suelen atribuir sus síntomas a la exposición a diversos productos químicos, la causa de la SQM es desconocida y no existe un consenso sobre su origen. Por ello, desde la comunidad médica se ha empezado a llamar a este síndrome como Intolerancia Idiopática Ambiental, lo que enfatiza el hecho de ser de causa desconocida (idiopático significa "de causa desconocida").
Los factores desencadenantes que provocan el desarrollo de los síntomas pueden variar considerablemente entre cada paciente. No obstante, se ha demostrado que los más comunes son el gluten, el maíz, la caseína, la soja, el glutamato monosódico, los perfumes y los productos de limpieza. El número de diversos estímulos desencadenantes en un individuo suele ser proporcional a la carga corporal de sustancias tóxicas que presenta: las personas con una elevada carga total subyacente siempre reaccionan a múltiples desencadenantes.
Las hipótesis fisiopatogénicas de la SQM se agrupan en dos grandes bloques:
- Origen orgánico tóxico.
- Causas psicopatológicas.

No obstante, a medida que se avanza en el conocimiento de la SQM, cada vez son menos los trabajos que hacen referencia al origen psicopatológico y predominan los que orientan la investigación hacia un origen orgánico tóxico. En los dos enfoques hay cabida para la exposición ambiental, principalmente química, como desencadenante del proceso de la SQM, con una participación más o menos relevante del sistema olfativo.

### Hipótesis psicológica y/o psiquiátrica
Ante la imposibilidad de encontrar actualmente alteraciones biológicas objetivas, algunas publicaciones han achacado las causas de la SQM a aspectos del plano psicosomático. Algunos autores sugieren que se debería a un reflejo condicionado a experiencias vitales traumáticas o a un accidente, o por otros trastornos psiquiátricos, y que la ansiedad contribuye al mantenimiento del trastorno por la vía de atribuciones somáticas.
La distinción entre causas psicológicas y fisiológicas es frecuentemente difícil de realizar, y es particularmente complicada en el caso de la SQM porque las sustancias usadas en los estudios de provocación para verificar la sensibilidad muchas veces pueden ser detectadas por el olor, lo cual compromete la fiabilidad de los estudios de doble ciego.
En 2006, se realizó una revisión sistemática de los estudios de provocación publicados hasta mayo de ese año. Se incluyeron 37 artículos: 2 estudios de provocación doble ciego y 4 simple ciego con enmascaramiento; 13 doble ciego sin enmascaramiento; 14 simple ciego sin enmascaramiento; y 4 estudios sin cegamiento. Las conclusiones fueron que "las personas con SQM reaccionan a las exposiciones a productos químicos. Sin embargo, estas respuestas ocurren sólo cuando pueden distinguir entre las sustancias reales y de control, sugiriendo que el mecanismo de acción no es específico del producto químico en sí y podría estar relacionado con las expectativas y creencias".
La variable calidad de una buena parte de los ensayos constituyó una dificultad para la revisión. En muchos estudios no se garantizaba un adecuado cegamiento, debido a la no utilización de sustancias adecuadas para enmascarar las provocaciones, por lo que los participantes podrían haber sido capaces de reconocer a lo que estaban expuestos. Por ejemplo, en algunos estudios se utilizó como placebo agua o aire limpios, que son relativamente inodoros e incoloros, mientras que el agente activo incluido eran sustancias típicamente nocivas con olor penetrante, tales como productos químicos orgánicos volátiles, formaldehído o humo de tabaco.
Enmascarar las sustancias de prueba (los placebos), como el agua o el aire, resulta complicado. Algunos investigadores lo lograron añadiéndoles sustancias olorosas, tales como menta, café o vainilla. Se podría argumentar que esto supone incorporar una nueva sustancia química, a la que los participantes también podrían reaccionar. Por ejemplo, en un estudio los participantes fueron más propensos a reaccionar negativamente al placebo con olor a café que a la acetona o productos químicos orgánicos volátiles. Los autores argumentaron que esto podría haberse debido a que estaban menos acostumbrados al olor del café que al de la acetona, a la cual estaban habitualmente expuestos, por lo que interpretaron como una amenaza el olor del café.
Para enmascarar los placebos sin utilizar sustancias olorosas, otros investigadores hicieron que los participantes usaran mascarillas o pinzas. Después de la exposición con productos químicos, los participantes experimentaron alguna reacción significativa, incluyendo disnea, alteraciones en la piel e irritación. Los autores sugirieron que podrían haberlos percibido a través de los ojos.
En un trabajo se estudió si existía algún tipo de implicación cognitiva en personas afectadas por SQM, con la conclusión de que las palabras que asociaban a la enfermedad les causaban problemas emocionales. Por otra parte, se han realizado pruebas olfatorias, en las que las personas afectadas con SQM reaccionaron negativamente al oler determinadas sustancias cuando se les indicaba que se trataba de productos fuertes, aunque no lo fueran, reacción que no ocurrió con el grupo de control, lo que según los autores confirmaría que el rechazo a estas sustancias tiene una base psicológica. Siguiendo esta misma línea, algunos autores abogan por que la SQM podría estar asociada con un rasgo de la personalidad llamado "absorción", que se refiere a la predisposición del individuo a estar profundamente inmerso en experiencias sensoriales (olores, sonidos y pinturas), provocando estados de alteración de la conciencia.

### Hipótesis genética
Esta hipótesis plantea la existencia de alteraciones congénitas en el metabolismo de los xenobióticos (químicos poco frecuentes en la Naturaleza o inexistentes, sintetizados en laboratorio) y endobióticos (organismo que vive dentro de los tejidos de su huésped). El polimorfismo en varios genes contribuye a las diferencias entre individuos en el metabolismo de los xenobióticos, y puede conducir a toxicidad y a enfermedad. No obstante, el estudio de los polimorfismos en personas con SQM no arrojó diferencias significativas entre pacientes y grupos sanos de control, en la distribución de alelos para NAT1, NAT2, PON1, PON2, 5HTT y SOD2.

### Hipótesis química, de sensibilización alergénica y respuesta olfativa
En el año 2001 fue comprobada la asociación de niveles de disolventes hidrocarburos clorados y plaguicidas en la sangre de pacientes con SQM. En algunos estudios se sugiere la posibilidad de efectos sinérgicos entre hidrocarburos clorados y algunos principios activos, tales como la clonidina o el haloperidol, lo que podría provocar alteraciones endocrinológicas con potenciación de los niveles estrogénicos. Este hecho se ha observado en pacientes con SQM que han estado expuestos a plaguicidas, ya sea de forma accidental o por exposiciones continuadas incluso a bajas dosis, con aparición de sintomatología ante una nueva exposición.
En el año 2003, se comenzaron a estudiar las alteraciones en las poblaciones celulares de linfocitos T y se valoró la expresión de cuatro marcadores de activación de superficie (CD25, CD26, CD38 y HLA-DR), en un reducido número de pacientes con SQM y controles sanos. Se ha podido establecer una relación entre la sensibilización progresiva del organismo a pequeñas dosis de tóxicos ambientales y las alteraciones de las poblaciones celulares con activación de la autoinmunidad en animales de experimentación.

### Hipótesis anatómica
Algunos estudios postulan que en el desarrollo de la SQM están implicadas ciertas regiones anatómicas concretas. Este es el caso de la interacción entre químicos ambientales y el órgano vomeronasal, el cual está situado en la nariz y en los animales sirve como sensor de olores y sustancias químicas, si bien no está claro su papel en los seres humanos.
Otro estudio en esta misma línea concluye que la percepción olfativa a distintos olores fue más elevada entre pacientes con SQM. No obstante, se señala que cuanto más sabían identificar el tipo de olor, menos síntomas de náusea y alteraciones del estado general experimentaban.

### Hipótesis neurológica y alteraciones cognitivas
Uno de los primeros estudios, en 1993, se dirigió a comprobar la posible hiperactividad del hipocampo y sensibilización neurológica como mecanismos centrales de la SQM.
En estudios posteriores, se evidenció una probable asociación entre la sensibilización de personas con SQM y las alteraciones en la tensión arterial y el electroencefalograma. La autora de estos trabajos alega que estos hallazgos no se pueden explicar únicamente por las variables psicológicas de los pacientes. Sugiere que la sensibilización puede servir como una adaptación, como una función centinela ante la amenaza de sustancias químicas ambientales que se introducen de forma insidiosa en el organismo, provocando problemas crónicos como la SQM o la fibromialgia. Más que el tipo de los tóxicos ambientales, es la respuesta individual específica lo que puede determinar cambios en la función del sistema nervioso central autónomo y periférico.
En 1999, Meggs propuso que la SQM está provocada por sustancias con bajo peso molecular que se adhieren a los quimiorreceptores de las fibras C, lo que provoca la liberación de mediadores de la inflamación.
Estudios más recientes han examinado el papel de los procesos inflamatorios y han encontrado correlación entre inflamación cerebral y síntomas de SQM.
En el año 2009, se publicó en un estudio de casos y controles sanos expuestos a sustancias químicas a concentraciones no tóxicas, a los cuales se les realizó una tomografía computarizada de emisión monofotónica (SPECT) tras la exposición, que evidenció alteraciones. Las zonas cerebrales más afectadas eran aquellas que procesan los olores. Los potenciales evocados auditivos, olfatorios y sensitivos a químicos estaban alterados en los casos de SQM. La evaluación mediante escala psicométrica evidenció que las personas con SQM, en comparación con los controles sanos, presentaban peor calidad de vida y función neurocognitiva basal que empeoraba después de la exposición química.
En general, la mayoría de las hipótesis neurológicas se centran en disfunciones neurológicas de las áreas de procesado de olores del cerebro.

### Hipótesis de sobreproducción de óxido nítrico
El estrés oxidativo es uno de los principales mecanismos de acción tóxica de muchos químicos alimentarios o ambientales, que actúan a nivel inmunológico, neurológico o endocrino, como por ejemplo ciertos plaguicidas.
Un estudio del año 2001 propone que el nexo común en la etiología de la SQM, el síndrome de fatiga crónica y el estrés postraumático podría ser la elevación de peroxinitritos y del óxido nítrico (NO). El autor también señala la posibilidad de un mecanismo compartido con la fibromialgia, puesto que los peroxinitritos son altamente oxidantes y están distribuidos en todos los tejidos. Ciertos plaguicidas, tales como los carbamatos y los organofosforados, pueden actuar vía estimulación muscarínica para provocar la misma respuesta de sensibilización y bioquímica.

### Hipótesis sobre el estado redox en las mitocondrias
Un estudio publicado durante el primer trimestre de 2010 concluye que entre los mecanismos fisiológicos que acontecen a nivel molecular y celular en el desarrollo de la SQM, se pueden encontrar: alteraciones en el status redox celular, con inhibición de la expresión génica y de la actividad de enzimas antioxidantes; aceleración de la peroxidación lipídica y el consiguiente descenso de la concentración de ácidos grasos insaturados en membranas de eritrocitos, aumento en la síntesis de óxido nítrico (NO) y un descenso de glutation (reducido y oxidado), lo cual va acompañado de una elevación de la concentración plasmática de citocitoquinas pro-inflamatorias tales como el INFgamma, la IL-8, la IL-10, etc. Estas variaciones se han observado en el plasma o los eritrocitos.

## Cuadro clínico
El perfil de síntomas es muy amplio, con una enorme variedad de manifestaciones que afectan a diferentes sistemas y órganos, y que no se pueden diferenciar del de otras enfermedades que también cursan con afectaciones plurisistemáticas. Resulta complicado establecer la relación entre síntoma y exposición al desencadenante, a lo que se suma la dificultad para explicar algunos síntomas por quienes los padecen, lo que acarrea que no sean bien comprendidos o que sean interpretados erróneamente.
Los sistemas que pueden verse afectados abarcan el sistema nervioso central y periférico, órganos sensoriales (ojo y oído), el aparato respiratorio (incluyendo nariz, boca y garganta), el sistema cardiovascular, endocrino y músculo-esquelético, el aparato gastrointestinal, el aparato reproductor, la vejiga y la piel.
Los síntomas más frecuentes afectan a los sistemas nervioso central (especialmente dolor o presión en la cabeza, fatiga y falta de capacidades cognitivas), respiratorio y gastrointestinal. Asimismo, tienen especial interés la hipersensibilidad olfativa, la diátesis alérgica y la intolerancia a alimentos o al alcohol.
Los síntomas psicológicos pueden ser expresión de la exposición, causados por el malestar y el mal manejo de la enfermedad por parte del personal médico, o debidos a comorbilidades.
A continuación, se detalla un listado de síntomas que pueden desarrollar los pacientes afectados de SQM:
| Neuromusculares - Pérdidas de consciencia. - Tropezar o arrastrar los pies. - Convulsiones. - Sensación de falta de equilibrio. - Fatiga. - Visión doble. - Problemas para enfocar la vista. - Hormigueos en los dedos de las manos o de los pies. - Espasmos musculares. - Entumecimientos en los dedos de las manos o de los pies. - Desmayos. - Sensación de torpeza. - Frío o coloración azulada en uñas y dedos. - Sensación de sueño incontrolable. Relacionados con la cabeza - Infecciones en los senos nasales. - Presión en la cabeza, en la cara o en el cuero cabelludo. - Dolor de cabeza. - Sensación de aturdimiento. - Pitidos en los oídos. Gastrointestinales - Meteorismo. - Dificultades para la digestión de alimentos. - Intolerancias a alimentos. - Diarrea. - Dolor o calambres abdominales. - Hinchazón abdominal. - Retención de gases. - Estreñimiento. Respiratorios - Tos. - Bronquitis. - Asma o respiración con sibilancias. - Goteo postnasal. - Excesiva producción de moco. - Dificultad para respirar. - Irritación o escozor de ojos. - Susceptibilidad a desarrollar infecciones. - Irritación de garganta. - Ronquera. Cardiovasculares - Palpitaciones. - Latidos irregulares. - Molestias en el pecho. | Músculo-esqueléticos - Dolor muscular. - Dolor en las articulaciones. - Debilidad en las piernas o los brazos. - Rigidez general. - Calambres en los dedos de los pies o de las piernas. Afectivos - Tensión nerviosa. - Llanto incontrolado. - Irritabilidad. - Depresión. - Nerviosismo. - Pensamientos suicidas. - Falta de motivación, desánimo. - Alteraciones del sueño. - Furia repentina. - Temblores en las manos. Cognitivos - Problemas de memoria. - Dificultades de dicción. - Tendencia a dar respuestas cortas. - Problemas en el cálculo numérico. - Problemas de escritura. - Dificultad para concentrarse. - Dificultad para la toma de decisiones. - Problemas en el habla. - Crisis de ausencia. Otros síntomas - Sensación de cansancio o letargo. - Mareos o aturdimiento. - Sensación de preocupación. - Reflujo ácido. - Náuseas. - Irritación o enrojecimiento de la piel. - Mucosidades en las vías respiratorias inferiores. - Congestión nasal. - Estornudos. - Fiebre. - Sudores. |

### Enfermedades asociadas
Las comorbilidades que se presentan más comúnmente en la SQM se incluyen la tiroiditis autoinmune, el asma, el reflujo gastroesofágico, el síndrome del intestino irritable y la esteatosis hepática.
Entre las patologías psiquiátricas se cuentan el trastorno mixto ansioso-depresivo, los ataques de pánico y los trastornos obsesivo-compulsivos.

## Diagnóstico
Actualmente, la SQM es objeto de intensos debates en la comunidad científica, puesto que la mayoría de los casos detectados tienen muy pocos aspectos comunes, dada la gran variedad de síntomas y de grados de afectación. Asimismo, existe una clara controversia en cuanto a los mecanismos biológicos que la originan y no existen criterios comunes para su diagnóstico y tratamiento.
Estas dificultades motivan que las personas afectadas por SQM se enfrenten a menudo a situaciones en las que sus síntomas son confundidos o no diagnosticados correctamente, siendo derivadas a diferentes especialistas y sin recibir una atención médica apropiada. Este retraso en el diagnóstico y la falta de una base para su tratamiento, tienen consecuencias físicas, sociales y psicológicas tanto para las personas afectadas por SQM como para sus familiares.
Actualmente, no se conocen biomarcadores específicos para confirmar la SQM. Por lo tanto, el diagnóstico de la SQM se basa en criterios clínicos, en los síntomas que refieren las personas afectadas y en las historias de la exposición química. Si bien no existe un patrón claro de síntomas asociados a la SQM y estos son difíciles de distinguir de los característicos de otras enfermedades, es posible realizar una aproximación al diagnóstico a través de las siguientes estrategias:
- Sospecha clínica de SQM mediante la presunción de relación causal entre los síntomas y la exposición a sustancias químicas en personas que presentan patologías con síntomas diversos, cambiantes y sin un origen claro conforme a los razonamientos clásicos que se vienen utilizando, así como ante situaciones clínicas reconocidas que no respondan a los tratamientos habituales.
- Utilización de cuestionarios, que permiten identificar los agentes desencadenantes de los síntomas, cuantificar su gravedad y las repercusiones sobre las actividades de la vida diaria del paciente.
- Realización de exámenes complementarios, para intentar validar la alteración neuroendocrina central que subyace en esta patología, así como las consecuencias que a nivel periférico pueda tener la misma, en personas afectadas en las que haya sido realizado correctamente el diagnóstico clínico.

### Criterios diagnósticos

#### Consenso Internacional de 1999
Los primeros criterios para el diagnóstico de la SQM fueron propuestos en 1989 y constaban de cinco puntos. Una década más tarde, se dictó el Consenso Internacional de 1999, en el que se añade un sexto criterio, referido a la afectación multisistémica. Estos criterios, que son los más utilizados en las definiciones de investigación, son los siguientes:
1. "Los síntomas se pueden reproducir con la exposición química repetida."
2. "La condición es crónica."
3. "Niveles bajos de exposición provocan la aparición de manifestaciones del síndrome. Dichos niveles son inferiores a los usuales o previamente tolerados."
4. "Los síntomas mejoran o desaparecen cuando las sustancias desencadenantes son eliminadas."
5. "Las reacciones son causadas por múltiples sustancias sin relación química entre sí."
6. "Los síntomas afectan a múltiples sistemas orgánicos." (Criterio añadido en 1999. Los anteriores cinco puntos corresponden a los establecidos en 1989)

#### Documento de Consenso sobre Sensibilidad Química Múltiple de 2011
En 2011, el Ministerio de Sanidad, Política Social e Igualdad del Gobierno de España publicó el Documento de Consenso sobre Sensibilidad Química Múltiple, elaborado por un grupo de expertos a través de una exhaustiva búsqueda y análisis de literatura científica en las principales fuentes de información relacionadas con Ciencias de la Salud. Estos criterios se detallan a continuación:
1. El paciente experimenta síntomas recurrentes cuando se expone a agentes químicos diversos, a concentraciones inferiores de las que se consideran capaces de provocar efectos adversos en la población general.
2. Curso crónico.
3. Ciertos síntomas pueden mejorar o desaparecer cuando cesa la exposición a las sustancias químicas desencadenantes.
4. Los síntomas pueden aparecer con sustancias que previamente eran bien toleradas.
5. Los síntomas son variables en cuanto a frecuencia, gravedad y duración.
6. Los síntomas no se limitan a un solo órgano o sistema.
7. Se aprecian alteraciones objetivables en alguno/s de los siguientes sistemas: cardiovascular, endocrino, inmunológico, hepático, psicológico, neurocognitivo, neurológico, ginecológico, andrológico y en piel y mucosas.
8. El paciente presenta dificultades para mantener los hábitos y actividades de la vida diaria y para acceder a los servicios sanitarios; también experimenta una reducción de su calidad de vida.
9. Algunas personas con SQM pueden no tolerar las bebidas alcohólicas y algunos medicamentos, que previamente eran bien tolerados.

### Pruebas complementarias
La realización de pruebas complementarias es individualizada, en función de los síntomas del paciente, los hallazgos en la exploración física y la posibilidad de la existencia de alguna enfermedad asociada. Asimismo, son de utilidad para ayudar en el proceso de diagnóstico por exclusión de otras patologías que cursan con síntomas similares a los de la SQM.
Algunos ejemplos de pruebas que podrían estar indicadas son: analítica de la función tiroidea, cortisol basal, factor reumatoide (FR), anticuerpos antinucleares (ANA), 25-hidroxi vitamina D (25 OH-D), parathormona inmunorreactiva (PTHi), prolactina, ferritina, vitamina B12 o ácido fólico.

## Tratamiento
La SQM es un problema de salud complejo y precisa de un abordaje terapéutico multidisciplinar, en el que se deben incluir las comorbilidades asociadas. Los cambios en la sintomatología de las personas afectadas se producen de manera rápida, por lo que los tratamientos tienen que adaptarse al dinamismo de esta enfermedad.
Una parte imprescindible en la atención a las personas con SQM es la relación de cercanía y confianza, escuchando y validando su experiencia de la enfermedad.
Debido a que se desconocen las bases fisiopatológicas de la SQM, actualmente no se dispone de un tratamiento curativo específico. El tratamiento es fundamentalmente sintomático, orientado a mejorar la calidad de vida de las personas afectadas. Las estrategias incluyen intentar evitar la exposición a los agentes desencadenantes y complementar con tratamientos basados en cambios en la dieta o administración de suplementos nutricionales.
Si bien actualmente no existe suficiente evidencia científica sobre la eficacia de los distintos tratamientos, tanto farmacológicos como no farmacológicos, algunas de las posibles pautas a emplear son las siguientes:
- Evitar las reexposiciones. Es la medida que ha demostrado resultar más eficaz. Consiste en evitar la exposición a las situaciones que el paciente ha advertido previamente como desencadenantes de sus síntomas. En general, se recomienda mejorar la aireación y ventilación de los espacios donde se encuentren las personas afectadas.
- Maximizar la rehabilitación y el apoyo psicosocial. Se incluyen medidas encaminadas a mejorar las estrategias para afrontar la enfermedad, entre las que cabe destacar:

- Educación y apoyo para fomentar los cambios en los estilos de vida que se necesitan para reducir las exposiciones medioambientales.
- Conocer los factores que pueden agravar el estrés medioambiental, tales como medicaciones inadecuadas, dietas pobres y falta de sueño, y apoyo para su reducción.
- Ejercicio adecuado a cada persona, incluyendo ejercicios de control de la respiración y de relajación, entre otros.
- Mejorar los trastornos asociados que afectan a la mayoría de las personas con SQM, como el dolor crónico, el síndrome del intestino irritable, el asma y los trastornos tiroideos.
- Apoyo psicológico y social por parte de los profesionales de atención primaria, unidades de trabajo social, así como una actitud de escucha por parte del personal que acompañe el proceso terapéutico, sesiones de psicoterapia y actividades grupales.
- Tratamiento de los síntomas y de la comorbilidad. Si bien no existe evidencia científica sobre la acción terapéutica de algún fármaco en el tratamiento de los síntomas de la SQM, algunos que se utilizadan para el manejo de ciertos síntomas incluyen:

- La bioquinona Q-10 o coenzima Q-10. Podría ser de utilidad en los síntomas de fatiga, cansancio y debilidad, teniendo en cuenta la hipótesis etiopatogénica de aumento del daño por procesos oxidativos como una de las alteraciones que presentan las personas afectadas de SQM.
- La vitamina B1. Su posible efecto sobre el sistema simpático tónico podría explicar la mejoría general de las personas afectadas de SQM, dado que muchos síntomas se derivan de la activación parasimpática que pueden provocar los agentes químicos.
- Tratar adecuadamente los trastornos que se presentan frecuentemente asociados a la SQM, como son los trastornos tiroideos, las alteraciones en el ciclo menstrual y las carencias de hierro, calcio y vitamina D.
- Otros tratamientos en estudio son tratamientos con inmunoglobulinas, terapia neutralizante de sustancias químicas y extractos alimenticios, terapia de evitación, dietas de eliminación y nistatina oral (tratamiento de almibaradas).
La falta de respuesta a los tratamientos generales empleados no supone necesariamente un error diagnóstico -basado en los datos semiológicos-; ejemplo de ello es lo que ocurre en enfermedades como la endometriosis, la hepatitis crónica vírica, la urticaria crónica idiopática (sin una causa conocida), la menorragia idiopática, etc.